# Mateo Carabajal
Mateo Carabajal (Pehuajó, 21 febbraio 1997) è un calciatore argentino, difensore dell'Independiente del Valle.

## Caratteristiche tecniche
È un difensore centrale che può giocare anche da mediano.

## Carriera
Cresciuto nel settore giovanile dell'Arsenal Sarandí, ha esordito in prima squadra il 14 aprile 2018 disputando l'incontro di Primera División perso 3-0 contro il Belgrano.
Nel 2021 si è trasferito nella prima divisione ecuadoriana all'Independiente del Valle.

## Statistiche
Statistiche aggiornate al 12 dicembre 2019.

### Presenze e reti nei club
| Stagione        | Squadra         | Campionato      | Campionato | Campionato | Coppe nazionali | Coppe nazionali | Coppe nazionali | Coppe continentali | Coppe continentali | Coppe continentali | Altre coppe | Altre coppe | Altre coppe | Totale | Totale | Totale |
| Stagione        | Squadra         | Comp            | Pres       | Reti       | Comp            | Pres            | Reti            | Comp               | Pres               | Reti               | Comp        | Pres        | Reti        | Pres   | Reti   |        |
| --------------- | --------------- | --------------- | ---------- | ---------- | --------------- | --------------- | --------------- | ------------------ | ------------------ | ------------------ | ----------- | ----------- | ----------- | ------ | ------ | ------ |
| 2017-2018       | Arsenal Sarandí | PD              | 2          | 0          | CA              | 0               | 0               |                    | -                  | -                  |             | -           | -           | 2      | 0      |        |
| 2018-2019       | Arsenal Sarandí | PN              | 8          | 0          | CA              | 0               | 0               |                    | -                  | -                  |             | -           | -           | 8      | 0      |        |
| 2019-2020       | Arsenal Sarandí | PD              | 6          | 0          | CA              | 0               | 0               |                    | -                  | -                  |             | -           | -           | 6      | 0      |        |
| Totale carriera | Totale carriera | Totale carriera | 16         | 0          |                 | 0               | 0               |                    | -                  | -                  |             | -           | -           | 16     | 0      |        |

## Palmarès

### Club

#### Competizioni nazionali
- Campionato ecuadoriano: 1

Independiente del Valle: 2021
- Copa Ecuador: 1

Independiente del Valle: 2022
- Supercoppa ecuadoriana: 1

Independiente del Valle: 2023

#### Competizioni internazionali
- Coppa Sudamericana: 1

Independiente del Valle: 2022
- Recopa Sudamericana: 1

Independiente del Valle: 2023